# Памятник первооткрывателям (Лиссабон)
38°41′36″ с. ш. 9°12′20″ з. д.

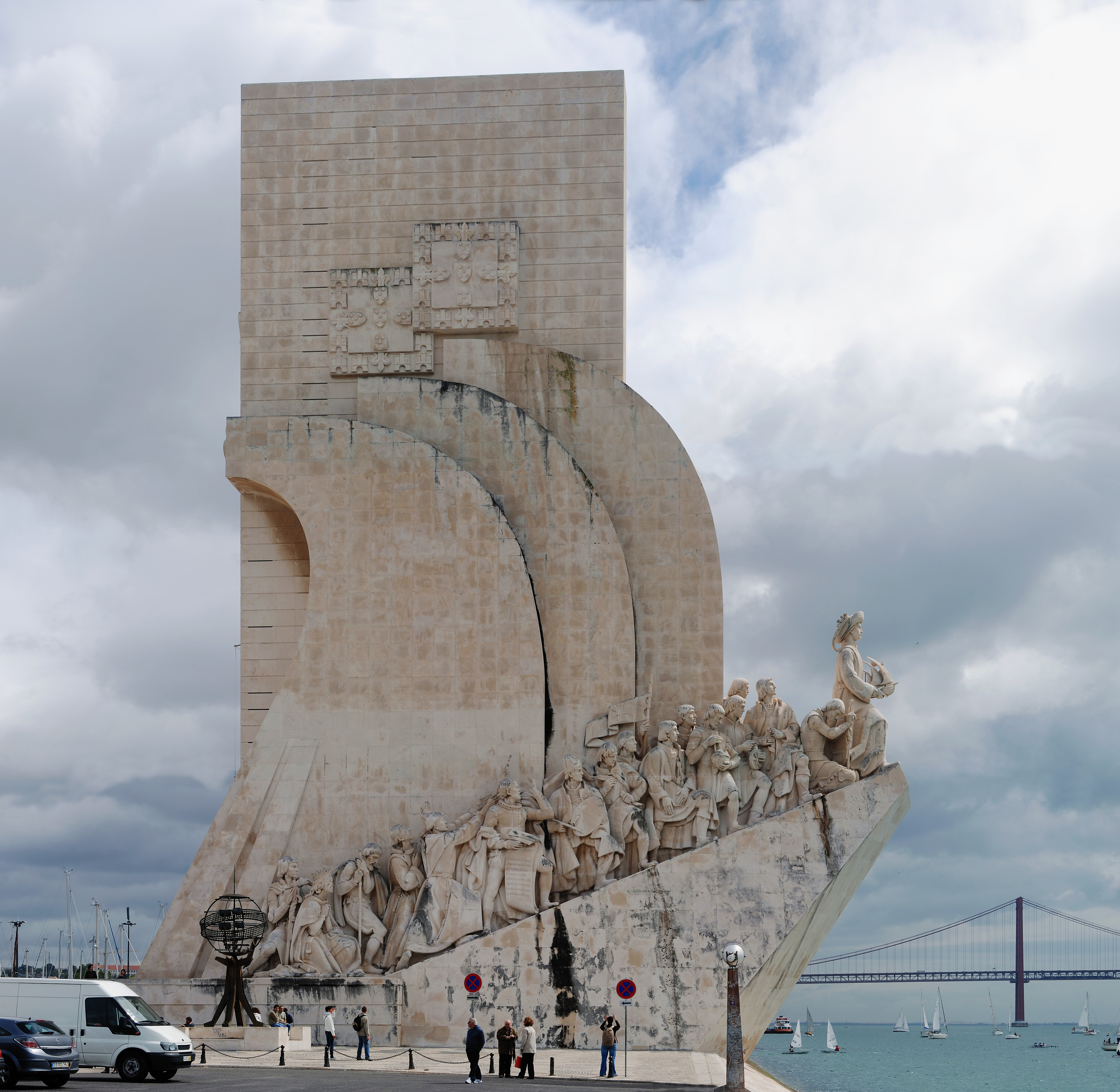
Памятник первооткрывателям

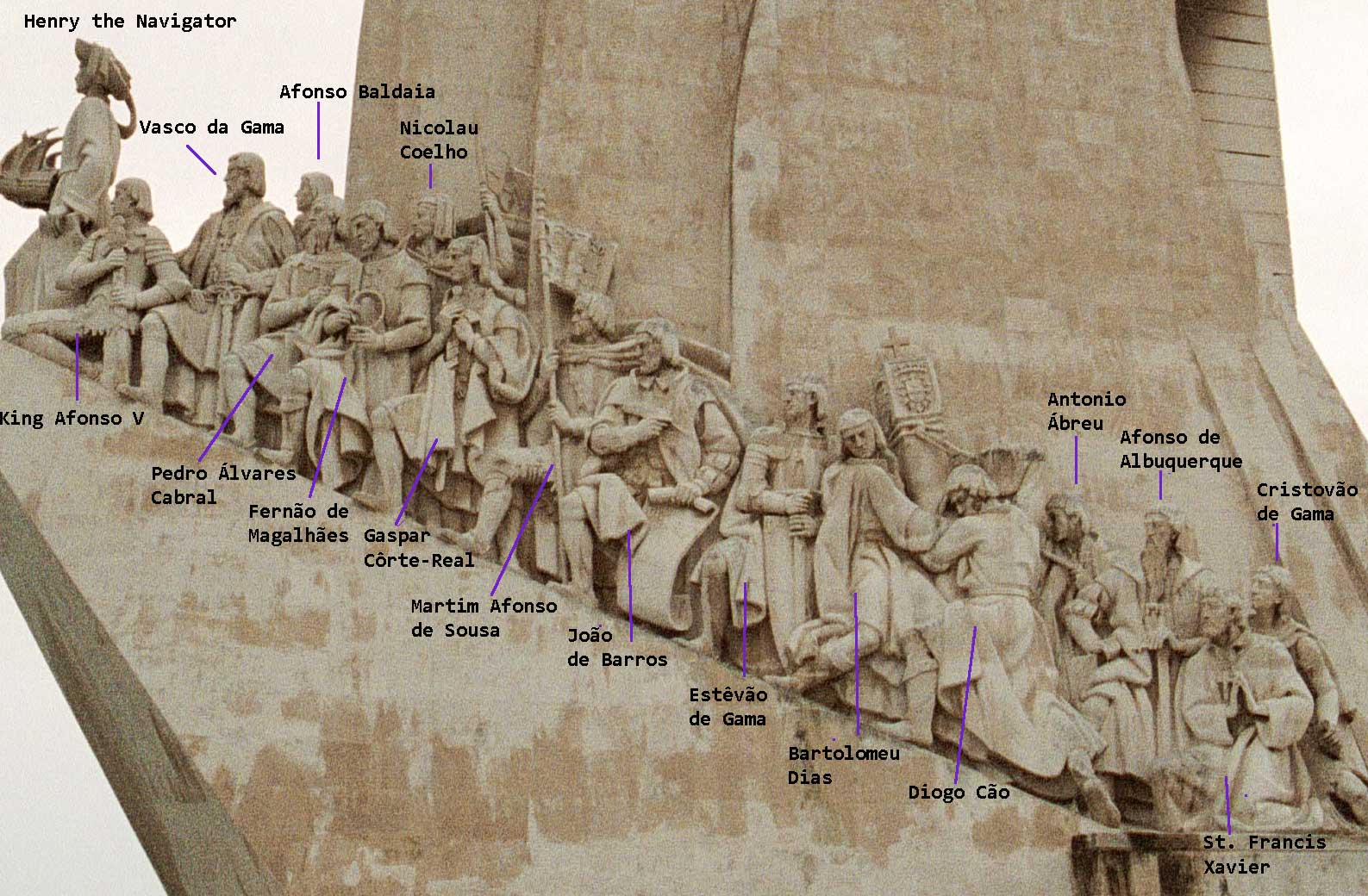
Восточная сторона (с подписями фигур)

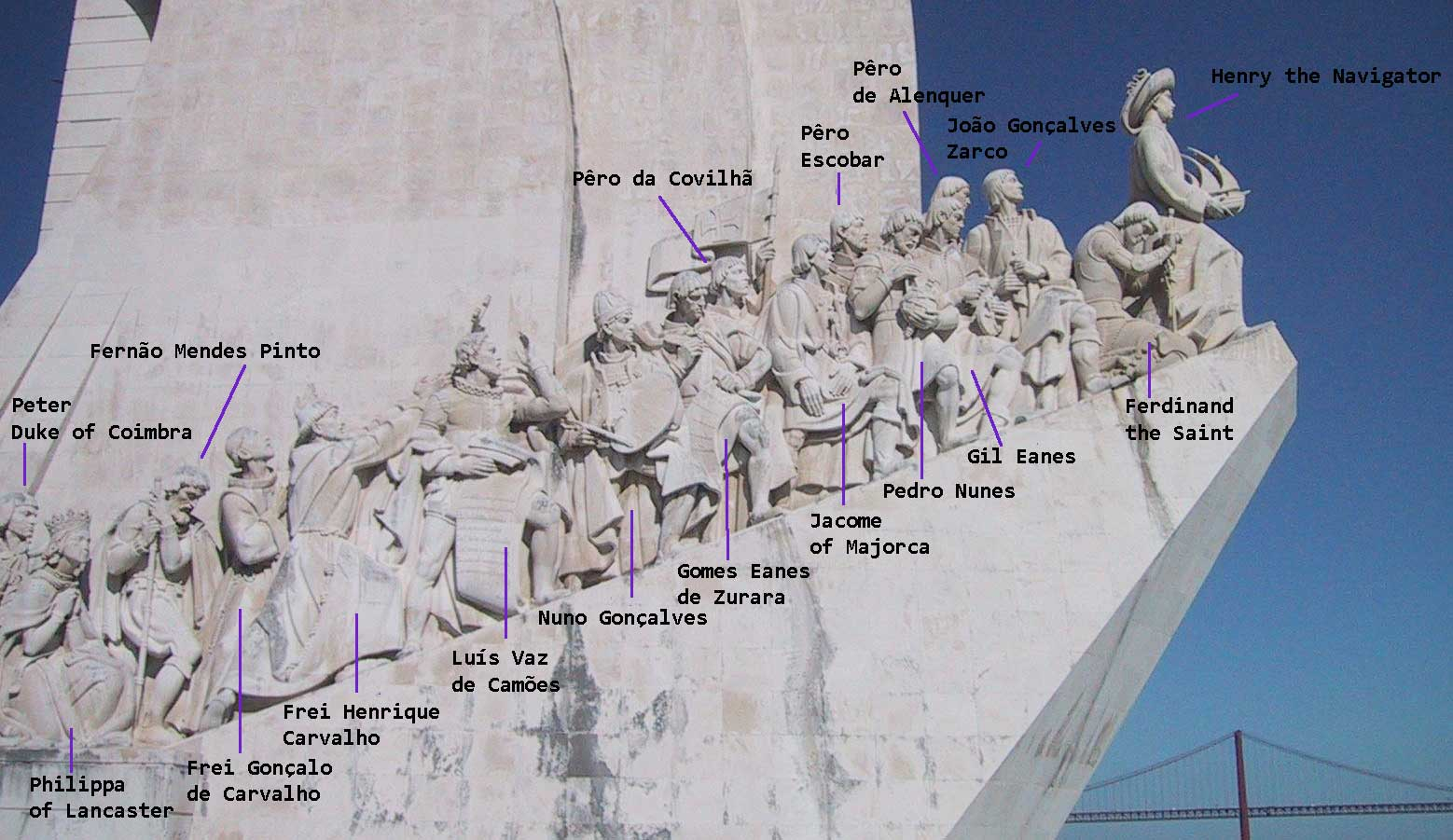
Западная сторона (с подписями фигур)

Памятник первооткрывателям (порт. Padrão dos Descobrimentos, Monumento dos Descobrimentos) — монументальный ансамбль в Лиссабоне, посвященный выдающимся португальским деятелям эпохи Великих географических открытий. Высота памятника — 56 метров, ширина основания — 20 метров. Открыт в 1960 году, хотя макет его был разработан еще в 1940 году.
Памятник представляет собой каравеллу из белого известняка, на носу которой стоит фигура вдохновителя португальских географических открытий — инфанта Генриха Мореплавателя, а за ним по обе стороны — еще 32 фигуры выдающихся личностей той эпохи. Среди них:
Восточная сторона (слева направо)
- Афонсу V Африканец
- Васко да Гама
- Афонсу Балдайя, мореплаватель
- Педру Алвареш Кабрал, первооткрыватель Бразилии
- Фернан Магеллан
- Николау Коэлью
- Гаспар Корте Реал, мореплаватель
- Мартин Афонсу де Соуза, мореплаватель
- Жуан де Барруш, писатель и историк
- Эштеван да Гама
- Бартоломеу Диаш
- Диогу Кан
- Антониу де Абреу, мореплаватель
- Афонсу де Албукерке
- Св. Франсишку Ксавьер, миссионер
- Криштован да Гама

Западная сторона (справа налево)
- Фернанду, святой инфант, сын короля Жуана I
- Жуан Гонсалвеш Зарку, мореплаватель
- Жил Эанеш
- Перу де Аленкер
- Педру Нунеш, математик
- Перу Эшкобар, мореплаватель
- Иегуда Крескес (Жаком де Майорка), картограф
- Перу да Ковильян
- Гомеш Эанеш де Зурара, хронист
- Нуну Гонсалвеш, художник
- Луиш де Камоэнс, поэт
- Энрике де Коимбра[порт.], миссионер-францисканец
- Гонсалу де Карвалью[порт.], миссионер-доминиканец
- Фернан Мендеш Пинту, первопроходец, писатель
- Филиппа Ланкастерская, мать Энрике Мореплавателя
- Педру, инфант, сын короля Жуана I